# قلعه شیگا
قلعه شیگا (به ژاپنی: 志賀城)، یک قلعه ژاپنی است که در دوره سنگوکو در ولایت شینانو و امروزه در استان ناگانو قرار دارد. زمان ساخت قلعه شیگا مشخص نیست. در دوره سنگوکو، کاساهارا کیوشیگه ارباب قلعه بود. مساحت آن از شرق به غرب حدود ۲۲۰ متر و از شمال به جنوب ۴۰ متر است و در جنوب آن صخره‌ها و شمال آن شیب‌های تند دارد.